# Baby 81
Albums de Black Rebel Motorcycle Club
Howl
(2005) The Effects of 333
(2008)
Baby 81 est le quatrième album du groupe américain de rock alternatif Black Rebel Motorcycle Club, publié le 30 avril 2007 au Royaume-Uni et le 1er mai 2007 aux États-Unis par RCA Records.

## Liste des chansons
Toutes les chansons sont écrites et composées par Black Rebel Motorcycle Club.
| No  | Titre                            | Durée |
| --- | -------------------------------- | ----- |
| 1.  | Took Out a Loan                  | 4:16  |
| 2.  | Berlin                           | 3:11  |
| 3.  | Weapon of Choice                 | 2:50  |
| 4.  | Windows                          | 6:06  |
| 5.  | Cold Wind                        | 4:18  |
| 6.  | Not What You Wanted              | 3:43  |
| 7.  | 666 Conducer                     | 4:01  |
| 8.  | All You Do Is Talk               | 5:42  |
| 9.  | Lien on Your Dreams              | 4:36  |
| 10. | Need Some Air                    | 4:04  |
| 11. | Killing the Light                | 3:55  |
| 12. | American X                       | 9:11  |
| 13. | Am I Only                        | 4:26  |
| 14. | The Likes of You (bonus anglais) | 5:12  |